# Genosse Trend

Alle Bundestagswahlen von 1957 bis 1972 brachten der SPD Zugewinne.

Die Bezeichnung Genosse Trend umschreibt den Aufschwung der deutschen Sozialdemokratie ab Ende der 1950er Jahre. Der Ausdruck ist seit der ersten Hälfte der 1960er Jahre nachweisbar. Das Phänomen endete in den 1970er Jahren.

## Verwendung, Definitionen
Die Wendung geht auf eine Äußerung des Journalisten und SPD-Wahlkämpfers Karl Garbe zurück, der nach der Verabschiedung des Godesberger Programms 1959 sagte: „Selbst der Trend ist Genosse geworden.“ Daraus entstand „Genosse Trend“. Das Nachrichtenmagazin Der Spiegel machte den Ausdruck 1964 zur Überschrift eines Artikels über starke SPD-Gewinne bei Kommunalwahlen. Es berichtete, die Bezeichnung stamme aus dem „Sprachgebrauch der Vorstandsfunktionäre“. Kommentatoren und Akteure nahmen die Personifizierung auf und schrieben nach der Bundestagswahl 1965: „Der Genosse Trend marschiert“, „macht kehrt“, weil die SPD noch keine Mehrheit erhielt, zeige aber „eindeutig nach oben“.
Mit Genosse war hier ein SPD-Mitglied gemeint, mit Trend eine neue gesellschaftliche Bewegung. Definiert wurde die Redensart als Ausdruck für „den seit Ende der fünfziger Jahre anhaltenden Wählerzuwachs der SPD“, als „Schlagwort für eine Linkstendenz der Wählerschaft“, als „Helfer bei politischen, wirtschaftlichen und anderen Zielvorstellungen“ sowie als „personifizierende Bezeichnung für die öffentliche Meinung“. Der Historiker Paul Nolte bezeichnete den „Genossen Trend“ wegen seiner vermeintlichen Unausweichlichkeit als „reduzierte Version des Hegelschen Weltgeistes“.
Auch kontinuierliche Stimmengewinne sozialistischer Parteien im Ausland, bei anderen Parteien in Deutschland, in der Vorkriegsgeschichte der SPD oder allgemeine anhaltende gesellschaftliche Entwicklungen wurden und werden als „Genosse Trend“ paraphrasiert. Das Phänomen des steten Machtzuwachses endete bei der SPD in der ersten Hälfte der siebziger Jahre.

## „Genosse Trend“ in Zahlen
Der „Genosse Trend“ in seiner Ausgangsbedeutung wird häufig in Zahlen ausgedrückt. Nachdem das Ergebnis der Bundestagswahl 1953 für die SPD noch bei 28,8 Prozent lag, stieg es in den fünf Bundestagswahlen von 1957 bis 1972 von 31,8 auf 45,8 Prozent. Es nahm stetig um jeweils 3,0 bis 4,4 Prozent zu. 1966 beteiligte sich die SPD in einer Großen Koalition unter Kurt Georg Kiesinger (CDU) erstmals an einer Bundesregierung und bildete ab 1969 unter Willy Brandt eine sozialliberale Koalition. 1972 war die SPD erstmals stärkste Fraktion im Bundestag.

Ab 1964 stieg die Zahl der SPD-Mitglieder schnell.

Im Zeitraum von 1954 bis 1976 verdoppelte sich zudem annähernd die Zahl der Parteimitglieder. „Genosse Trend“ zeigte sich auch bei den Landtagswahlen. In Nordrhein-Westfalen stieg das SPD-Wahlergebnis von 32,3 Prozent der Stimmen im Jahr 1950 auf 49,5 Prozent im Jahr 1966. 1956 bis 1958 gelang dort unter Fritz Steinhoff erstmals eine sozialliberale Koalition, ab 1966 unter Heinz Kühn bis 1978 wiederholt. In Hamburg gelang 1957 die Rückeroberung der Bürgerschaftsmehrheit, die ab 1953 beim bürgerlichen Hamburg-Block gelegen hatte. In Hessen regierte die SPD ab 1966 unter Georg-August Zinn allein.

## Periodisierung, Erklärungen
Politologisch erklärt wurde das Erstarken vor allem in den 1960er Jahren durch die Abkehr vom innerparteilichen Traditionalismus und durch die programmatische Öffnung mit dem Godesberger Programm von 1959. Daher wird der Wirkungszeitraum des „Genossen Trend“ ab 1957 oder von Ende der 1950er Jahre bis etwa 1972 gesehen. Als „jene ominöse Figur, hinter der sich die mehr oder weniger drastischen sozialpolitischen Strukturverschiebungen innerhalb der einzelnen Wahlkreise verbargen“, beschrieben ihn Sozialwissenschaftler 1965. Geltend gemacht wurde auch, dass die SPD „als Partei des sozialen Wandels vor allem junge, reformorientierte und höher gebildete Anhänger für sich gewinnen“ konnte.

## „Genossin Trend“, „Bürger Trend“
Dem Nachrichtenmagazin Der Spiegel zufolge beruhte die Mehrheit der SPD 1972 auf einer relativ höheren Zunahme von Wählerinnen- als Wählerstimmen. „Der vielbeschriene Genosse Trend erwies sich als Schimäre, die Genossin Trend aber ist derzeit voll auf dem Posten“, kommentierte es. Als Begriff fand „Genossin Trend“ damit ebenfalls Eingang in die Publizistik.
Die Hinwendung von Angestellten, Beamten und Selbstständigen zur SPD erhielt die abgeleitete Bezeichnung Bürger Trend. Der Ausdruck wurde auch für Stimmenzuwächse der „bürgerlichen“ Unionsparteien bei der Bundestagswahl 1976 benutzt: „Genosse Trend ist tot, Bürger Trend lebt“, kommentierte der ARD-Moderator Peter Merseburger das Wahlergebnis.